# Гданський автобус

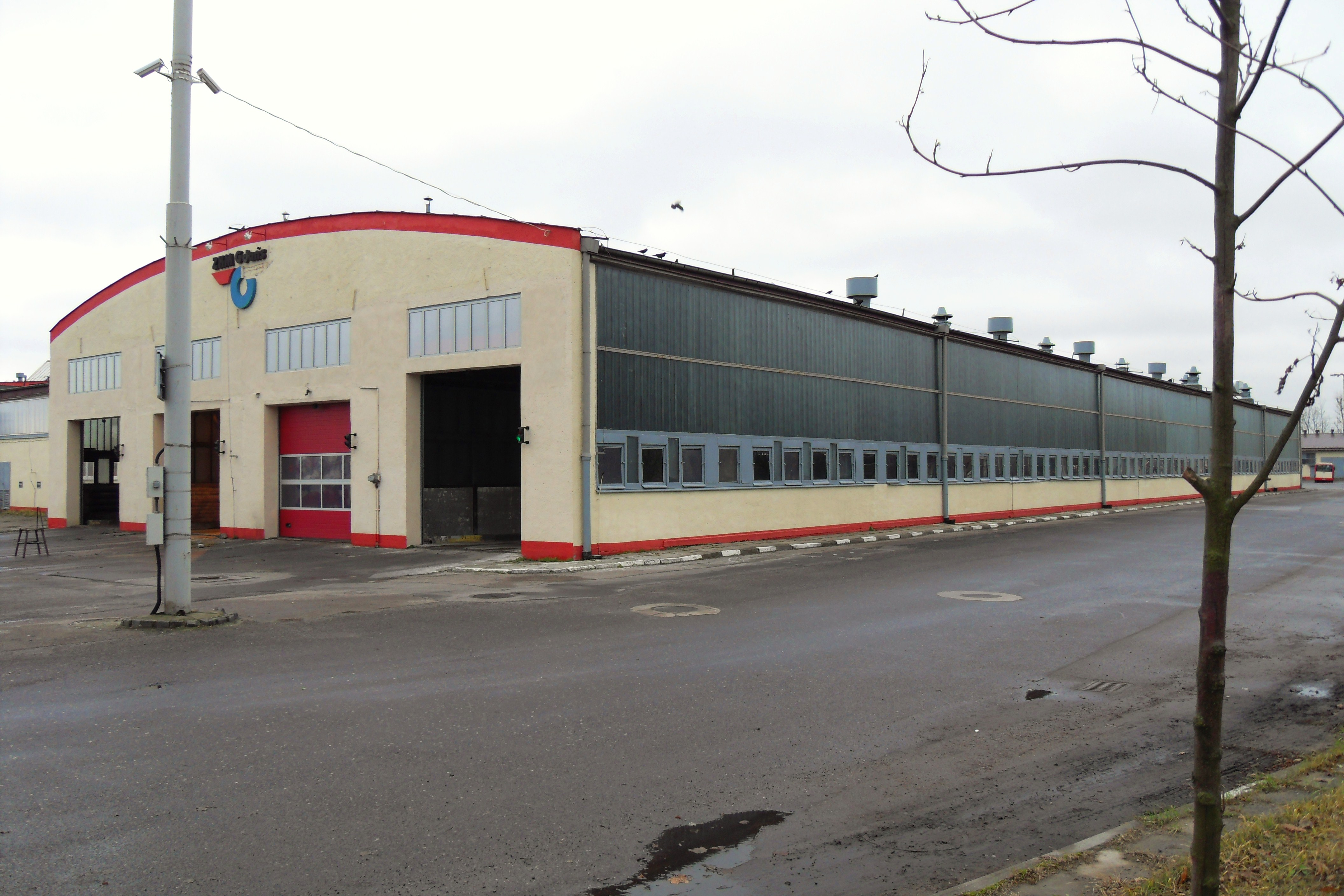
Автобусний парк на ал. Галлера

Автобусна система міста Гданськ управляється Урядом міського транспорту Гданська. 
Мережа гданських автобусних маршрутів налічує
- 74 – денних маршрутів (звичайних, міжгмінних, швидкісних)
- 11 – нічних маршрутів
- 2 – сезонних маршрутів

Мережа охоплює територію міста Гданськ, а також маржрути в'їзджаючі в Прущ-Гданський, а також до гмін Колдуба, Прущ-Гданський, міст Сопот, Гдиня, Жуково. 